# Opogona zophocrana
Opogona zophocrana är en fjärilsart som beskrevs av Edward Meyrick 1915. Opogona zophocrana ingår i släktet Opogona och familjen äkta malar.
Artens utbredningsområde är Malawi. Inga underarter finns listade i Catalogue of Life.